# Борсторф
Борсторф (нем. Borstorf) — община в Германии, в земле Шлезвиг-Гольштейн. 
Входит в состав района Герцогство Лауэнбург. Подчиняется управлению Брайтенфельде.  Население составляет 289 человек (на 31 декабря 2010 года). Занимает площадь 8,65 км².